# Чуркін Василь Нестерович
Василь Нестерович Чуркін (січень 1907, місто Красноярськ, тепер Російська Федерація — 16 липня 1972, місто Фрунзе, тепер Бішкек, Киргизстан) — радянський державний діяч, 2-й секретар ЦК КП Киргизії, голова Ради народного господарства Киргизької РСР, заступник голови Ради міністрів Киргизької РСР. Депутат Верховної ради СРСР 2—5-го скликань.

## Життєпис
Народився в родині робітника-залізничника. З 1914 по 1917 рік навчався в залізничній школі, закінчив чотири класи.
У 1917—1922 роках — робітник залізничного складу, погонич коней на сплаві лісу по ріці Єнісей та на інших сезонних роботах. З 1922 по 1923 рік навчався на підготовчому відділенні Красноярського технікуму Народного комісаріату шляхів сполучення.
У 1923 році — учень слюсаря школи фабрично-заводського учнівства при Красноярському паровозовагоноремонтному заводі. У 1923 році вступив до комсомолу.
У 1923—1927 роках — слюсар Красноярського паровозовагоноремонтного заводу. У 1927—1929 роках — слюсар-паровозник депо станції Тайга, слюсар депо станції Красноярськ Томської залізниці.
З 1929 по 1931 рік навчався на робітничому факультеті імені Кірова при Московському механіко-машинобудівному інституті імені Баумана в Москві.
Член ВКП(б) з червня 1931 року.
У 1931—1937 роках — студент факультету теплових і гідравлічних машин Московського механіко-машинобудівного інституту (вищого технічного училища) імені Баумана.
У травні 1937 — квітні 1938 року — заступник декана факультету теплових і гідравлічних машин Московського механіко-машинобудівного інституту імені Баумана.
У квітні — серпні 1938 року — секретар комітету ВКП(б) Московського механіко-машинобудівного інституту імені Баумана.
У серпні 1938 — березні 1939 року — завідувач відділу керівних партійних органів Північно-Осетинського обласного комітету ВКП(б).
У березні 1939—1941 роках — 2-й секретар Орджонікідзевського міського комітету ВКП(б).
У 1941—1942 роках — секретар Північно-Осетинського обласного комітету ВКП(б) із промисловості і транспорту; член Орджонікідзевського комітету оборони.
У червні 1942 — липні 1943 року — відповідальний організатор Управління кадрів ЦК ВКП(б) у Москві.
У вересні 1943 — березні 1944 року — секретар Північно-Осетинського обласного комітету ВКП(б) із кадрів.
У березні 1944 — грудні 1950 року — 2-й секретар Північно-Осетинського обласного комітету ВКП(б).
29 листопада 1950 — 6 серпня 1951 року — інструктор відділу партійних, профспілкових і комсомольських органів ЦК ВКП(б). 6 серпня — 3 жовтня 1951 року — заступник завідувача сектора відділу партійних, профспілкових і комсомольських органів ЦК ВКП(б). 3 жовтня 1951 року направлений в розпорядженні ЦК КП(б) Киргизії.
9 січня 1952 — 1 листопада 1958 року — 2-й секретар ЦК КП Киргизії.
У листопаді 1958 — січні 1963 року — голова Ради народного господарства Киргизької РСР.
У січні 1963—1964 роках — заступник голови Ради народного господарства Середньоазіатського економічного району.
24 грудня 1964 — 15 жовтня 1965 року — голова Ради народного господарства Киргизької РСР.
У жовтні 1965 — лютому 1967 року — заступник голови Ради міністрів Киргизької РСР.
У лютому 1967 — липні 1972 року — заступник голови Президії Верховної ради Киргизької РСР.

## Звання
- батальйонний комісар

## Нагороди
- два ордени Леніна (1944, 1957)
- два ордени Трудового Червоного Прапора
- орден «Знак Пошани»
- медаль «За оборону Кавказу»
- медаль «За доблесну працю у Великій Вітчизняній війні 1941—1945 рр.»
- медалі